# وادي بن صوبي (بني قيس الطور)

تعديل مصدري - تعديل

وادي بن صوبي هي إحدى قرى عزلة ربع الشمري بمديرية بني قيس الطور التابعة لمحافظة حجة، بلغ تعداد سكانها 154 نسمة حسب تعداد اليمن لعام 2004.